# Albert Holmgren
Karl Albert Victor Holmgren, född den 18 maj 1824 i Västra Ny socken i Östergötland, död den 12 december 1905, var en svensk fysiker och universitetslärare. Han var bror till Hjalmar, August och Frithiof Holmgren.

## Biografi
Holmgren avlade studentexamen 1844,  blev filosofie magister 1855 samt docent i fysik samma år, allt vid Uppsala universitet. Han var även lärare vid Uppsala Lyceum 1852–1856. År 1861 blev han adjunkt vid Lunds universitet, där han förestod professuren i fysik 1861–1867 samt 1868–1876. Från 1876 och till 1897 var han ordinarie professor i ämnet. Han var censor vid mogenhetsexamina 1867–1897, kallades till hedersdoktor vid universitetet i Padua 1892 och var ledamot av Fysiografiska sällskapet i Lund från 1861.
Bland Holmgrens skrifter kan nämnas Om gamla grufvor igenvallade af mossa (i "Öfversigt af Vetenskapsakademiens förhandlingar", 1854), Recherches relatives à l'influence de la température sur le magnétisme (i "Nova Act. reg. soc. scient.", 1855), Rön angående magnetismens inverkan på värmeledningen hos fasta kroppar (1861), Om värmeledningen hos magnetiskt järn (i "Vetenskapsakademiens förhandlingar", 1862, även införd i Poggendorffs "Annalen der Physik") och Bidrag till läran om ljudvågsbildningen i rör (på samma ställe 1865).
Holmgren var kurator för Östgöta nation i Lund 1862–1874 och utnämndes sistnämnda år till hedersledamot i nationen. Han var senare även dess inspektor 1884–1889.
Holmgren var från 1862 gift med friherrinnan Elin Stjernstedt (1835–1920). Paret fick tre barn: sönerna Andreas och Hjalmar Gustaf Albert samt dottern Sofia. Den sistnämnda utbildade sig som en av Lunds universitets tidigaste kvinnliga studenter till läkare och verkade som sådan i bland annat Malmö och Stockholm.